# Moscow Airways
Moscow Airways — российская авиакомпания, созданная как дочерняя компания «Аэрофлота» для эксплуатации парка самолетов Ил-62. Существовала в 1991—1996 годах.

## История
Авиакомпания была основана в 1991 году, выполняла пассажирские и грузовые авиаперевозки.
«Московские авиалинии» эксплуатировали с 1993 по 1996 год самолёт Ил-76ТД (бортовой номер RA-76498), построенный в 1982 году, а также летали на Ту-154М (RA-85681), который перевозил пассажиров чартерными рейсами из международного аэропорта Шереметьево; оба самолета ранее принадлежали «Аэрофлоту». В 1993 году авиакомпания заказала пятьдесят самолётов Бе-32П. Они так и не были построены и поставлены.
Авиакомпания прекратила свою деятельность в 1996 году после катастрофы со смертельным исходом в Африке, в результате которой погибло около 300 человек.

## Флот
Московские авиалинии использовали следующие 16 самолетов во время своей работы.
- 1 Ан-12
- 1 Ан-24РВ
- 1 Ан-32А
- 4 Ан-32Б
- 2 Ил-62МК
- 2 Ил-76ТД
- 1 Ил-86
- 1 Ту-154Б-2
- 3 Ту-154М

## Авиационные происшествия и инциденты
- 8 января 1996 г. самолёт Air Africa Ан-32 (RA-26222), который был передан компанией Moscow Airways в Scibe Airlift разбился вскоре после вылета из аэропорта Н’Доло в Киншасe, столице Демократической Республики Конго , погибло около 300 человек.[11]